# Fonte Lima
Fonte Lima es una localidad caboverdiana del municipio de Santa Catarina.

## Geografía
La localidad está situada en la isla de Santiago.

## Organización territorial
La localidad abarca los lugares y barrios de:
- Banana
- Beguera
- Chã
- Chã de Baixo
- Chã de Moreira
- Coberta
- Colégio
- Covão
- Covão Centro
- Cutelinho
- Fonte Lima
- Lapa
- Lém de Almeida
- Nona
- Pedra Vermelha
- Ponta Fonte Lima
- Ribeira Pote